# Richard Faulds
Richard Bruce Faulds, né le 16 mars 1977 à Guildford, est un tireur sportif britannique.

## Carrière
Richard Faulds remporte la médaille d'or en double trap aux Jeux olympiques d'été de 2000 à Sydney.